# Săedinenie, Tărgoviște
Săedinenie (în bulgară Съединение) este un sat în comuna Tărgoviște, regiunea Tărgoviște,  Bulgaria. 

## Demografie
Componența etnică a satului Săedinenie
     Turci (57,65%)
     Bulgari (40,21%)
     Romi (2,13%)
     Nicio identificare (0%)
La recensământul din 2011, populația satului Săedinenie era de 281 locuitori. Din punct de vedere etnic, majoritatea locuitorilor (57,65%) erau turci, existând și minorități de bulgari (40,21%) și romi (2,13%). Pentru 0% din locuitori nu este cunoscută apartenența etnică.